# Chaetodon tricinctus
Chaetodon tricinctus е вид бодлоперка от семейство Chaetodontidae. Видът не е застрашен от изчезване.

## Разпространение и местообитание
Разпространен е в Австралия и Остров Норфолк.
Обитава крайбрежията на океани, морета, лагуни и рифове. Среща се на дълбочина от 3 до 15 m.

## Описание
На дължина достигат до 15 cm.